# 桜ナミダ
「桜ナミダ」（さくらナミダ）は、ももちひろこの2ndシングル。2011年4月13日にユニバーサルJより発売。

## 収録曲
1. 桜ナミダ
作詞:ももちひろこ・イワツボコーダイ　作曲:イワツボコーダイ
2. 春待つ夜風
作詞:ももちひろこ　作曲:ももちひろこ・イワツボコーダイ
3. 桜ナミダ -acoustic version-

## タイアップ
- 桜ナミダ：日本テレビ系「ハッピーMusic」3月度エンディングテーマ
- 春待つ夜風：「第一交通産業グループ」TVCM曲